# 슬론 스티븐스
슬론 스티븐스(영어: Sloane Stephens, 1993년 3월 20일 ~)는 미국의 프로 테니스 선수이다. 2017년 US 오픈 우승자이다.

## 생애 및 경력
15세였던 2008년 와일드 카드로 WTA 투어인 소니 에릭슨 오픈(현 마이애미 오픈)에 처음 데뷔하여 1라운드에서 탈락하였다.
2011년 연말에는 가장 어린 나이에 세계 랭킹 100위로 시즌을 마쳤다.
2013년 호주 오픈에서 시모나 할레프 등을 꺾고 처음 그랜드 슬랭 8강에 올라 세레나 윌리엄스에게 패하였다.
2017년 US 오픈에서 도미니카 치불코바, 아나스타시야 세바스토바를 꺾고 준결승에서 비너스 윌리엄스를 이겼으며
결승에서 매디슨 키스를 꺾고 생애 첫 그랜드 슬램 우승 컵을 안았다.
2018년에는 마이애미 오픈에서 세계 랭킹 3위 가르비녜 무구루사, 10위 안젤리크 케르버, 빅토리야 아자란카를 연파하고서 결승에세 세계 랭킹 5위이자
2017년 프랑스 오픈 우승자 옐레나 오스타펜코를 꺾고 우승하여 생애 처음으로 세계 랭킹 10위에 진입하였다.